# توما پیکتی
توما پیکِتی (فرانسوی: [tɔ.ma pi.kɛ.ti]; Thomas Piketty) اقتصاددان اهل فرانسه است که در زمینهٔ نابرابری در ثروت و درآمد فعالیت می‌کند. او در حال حاضر استاد مدرسهٔ عالی مطالعات علوم اجتماعی و مدرسهٔ اقتصاد پاریس است.
پیکتی نویسندهٔ کتاب سرمایه در قرن بیست و یکم است که بر تمرکز ثروت و توزیع درآمد در ۲۵۰ سال گذشته می‌پردازد. کتاب استدلال می‌کند که نرخ بازگشت سرمایه در کشورهای توسعه‌یافته بیش از نرخ رشد اقتصادی است و این باعث نابرابری در ثروت در آینده می‌شود. او برای حل این مشکل پیشنهاد می‌دهد که از طریق یک مالیات جهانی بر ثروت، بازتوزیع انجام شود.
پیکتی با مطرح کردن «دولت اجتماعی» تلویحاً حکومتی توزیع‌گرا و عدالت‌خواه و مسئله‌حل‌کن را برای آیندهٔ سرمایه‌داری ترویج می‌کند.

## زندگی
پیکتی در ۷ مه ۱۹۷۱ میلادی در یکی از مناطق حومهٔ پاریس به‌نام کلیشی، او-دو-سن متولد شد. والدین او عضو یک گروه چپ‌گرا بودند و در اتفاقات مه ۱۹۶۸ فرانسه شرکت داشتند، اما آن‌ها پیش از تولد پیکتی از فعالیت‌های سیاسی دست کشیدند.او به یاد می آورد که در سال 1991 از مسکو دیدن کرده بود و "صف های جلوی مغازه ها" او را تحت تاثیر قرار داده بود. او با واکسینه شدن علیه کمونیسم بازگشت - "من به سرمایه داری، مالکیت خصوصی و بازار اعتقاد دارم" 

## سرمایه در سدهٔ بیست و یکم
این کتاب معروف‌ترین کتاب توماس پیکتی و شناخته شده‌ترین کتاب آن در ایران است. پیکتی با بیرون کشیدن داده‌های آماری دویست سال گذشته، به‌طور مستند، از روند تمرکز ثروت نزد کروهی اندک در کشورهای سرمایه‌داری توسعه یافته پرده برمی‌دارد. پیکتی دست روی گرایش سرمایه به انباشت در دست عده ای محدود می‌گذارد و برای اثبات این مدعا دو پارامتر درآمد و سرمایه را مورد بررسی قرار می‌دهد و در نهایت ادعا می‌کند نسبت سرمایه به درآمد شاخص خوبی برای نشان دادن سطح نسبی سرمایه در یک جامعه است. در بررسی‌های او مشخص شده‌است که در ابتدای پیدایش سرمایه‌داری در قرن ۱۸ و ۱۹ اهمیت سرمایه ناگهان افزایش شدیدی داشته و به نابرابری شدیدی انجامیده‌است. بعد در قرن ۲۰ ام بعد از سه اتفاق (به قول پیکتی عَرَضی!) جنگ بین‌الملل اول و دوم و انقلاب کبیر اکتبر روسیه (که هر سه از اتفاقاتی بودند که در نتیجه اقتصاد سرمایه‌داری مانند انحصار و انباشت و نیاز به بازارهای جدید و استعمار و همچنین استثمار و ظلم و ستم به توده‌ها) شوک‌های بسیاری به سرمایه وارد ساختند و اهمیت نسبی سرمایه را در جوامع کاهش دادند و نابرابری هم به این دلایل هم به دلیل مالیات‌های تصاعدی و … کاهش یافت. اما در دهه‌های ۷۰ و ۸۰ قرن ۲۰ میلادی به دلیل رکودهایی که به وجود آمده بود دولت‌ها سیاست‌های نظارتی خود را حذف کردند و خصوصی‌سازی‌های بسیاری انجام شد و دوباره اهمیت نسبی سرمایه رو به افزایش گذاشته شد و نابرابری‌ها تا به امروز که در قرن بیست و یکم هستیم شدید رو به افزایش رفته‌است. پیکتی پیشبینی می‌کند نسبت سرمایه به درآمد تا سال ۲۱۰۰ در سطح جهانی به ۷ برسد. به دلیل این افزایش نابرابری پیکتی مالیات‌های تصاعدی به ویژه مالیات تصاعدی بر خود سرمایه را پیشنهاد می‌کند. همچنین اضافه می‌کند این امر نیاز به به همکاری بین‌المللی بسیاری دارد. اما خود اذعان می‌کند این ایده زیاده خواهانه می‌باشد اما پیشنهاد همکاری در سطح بین‌المللی می‌کند. از نظر پیکتی، مهم است که جزئیات این مالیات با گفتگوی عمومی و بحث دموکراتیک تعیین گردد. این راه حل به نظر اکثر منتقدان غیرقابل انجام است. همچنین نابرابری، پایش به انباشت، بحران و … از نتایج منطقی نظام سرمایه‌داری است و پیکتی بحث خود را در چارچوب نظام سرمایه‌داری پیش می‌برد و در نهایت این مالیت‌ها با فرض انجام گرفتن هم شاید بحران‌ها و نابرابری را برای مدتی کم کند اما این نظام باز به بحران می‌انجامد. تنها راه برای نابودی نابرابری‌ها، نابودی نظامی است که به نابرابری می‌انجامد.